# 應履華
應履華，字锡祥，浙江奉化人。明朝政治人物、进士。
建文二年（1400年），應履華中式三甲第六名进士。历任泉州德化令、常德知府，有政绩。宣德初年，迁贵州按察使，升任云南左布政使。

## 延伸阅读
[在维基数据编辑]
 《明史卷一百六十一》，出自《明史》